# L’Entregu
L'Entregu – miejscowość w Hiszpanii,  w Asturii, w gminie Samartín del Rei Aureliu, w parafii Llinares.
Według danych INE z 2005 roku miejscowość zamieszkiwało 7336 osób. L'Entregu jest najbardziej zaludnioną wioską wchodzącą w skład parafii Llinares.